# 三石巌
三石 巌（みついし いわお、1901年12月29日 - 1997年1月17日）は、日本の物理学者、児童文学者。東京府東京市本郷区（現・東京都文京区本郷）出身。

## 略歴
1919年、東京帝国大学理学部物理学科入学。1927年、同工学部大学院卒。
物理学者として、日本大学・慶応義塾大学・武蔵大学・津田塾大学・清泉女子大学の教授を歴任した。
1974年、東京タイムズに「ビタミン大量投与の是非をめぐって」を寄稿して以来、分子生物学や栄養学での研究も行った。その後、独自に編み出した分子栄養学を提唱し、健康自主管理運動の拠点として1981年にメガビタミン協会（現三石理論研究所）、1982年に株式会社メグビーを設立した。1997年1月17日、急性肺炎のため95歳で逝去。

## 著書
- 医学常識はウソだらけ 分子生物学が明かす「生命の法則」（ISBN 4396314892）
- 脳細胞は甦る ボケ、老化を防ぐ「脳の健康法」（ISBN 4396315279）
- 健康自主管理システム1 健康自主管理のための栄養学（ISBN 4872421809）
- 健康自主管理システム2 健康自主管理と食品の常識（ISBN 4872421817）
- 健康自主管理システム3 老化と寿命（ISBN 4872421825）
- 健康自主管理システム4 ガンは予防できる（ISBN 4872421833）
- 健康自主管理システム5 成人病は予防できる（ISBN 4872421841）
- 5分で好きになる理科 3年生（ISBN 4062141515）
- 5分で好きになる理科 4年生（ISBN 4062141523）
- 21世紀への遺書（ISBN 4651700659）
- ロウソクの科学（翻訳、ISBN 4043127014）
- なぜなぜ絵文庫（全50巻[4]、ポプラ社）[5]

他多数